# Flodder – Eine Familie zum Knutschen
Flodder – Eine Familie zum Knutschen ist ein niederländischer Spielfilm von Dick Maas aus dem Jahr 1986. Der Film ist Teil 1 einer Trilogie über die asoziale Familie Flodder. Die Hauptrollen spielen Nelly Frijda, Huub Stapel, Tatjana Šimić und Lou Landré.

## Handlung
Die asoziale Familie Flodder wird in das niederländische Nobel-Viertel Sonnenschein (niederländisch Zonnedael = Sonnental) umgesiedelt, da das alte Haus an eine Giftmülldeponie grenzt. Die Familie besteht aus der Alkoholikerin Gertraude, Ma genannt, ihren fünf Kindern Johnnie, Klaus (im Original Kees), der Tochter Kees, und den jüngeren Tina (Toet) und Holgie (Henkie), dem im Rollstuhl sitzenden Opa und Hund Whisky.
Schon bei der Ankunft wird klar, dass sie dort nicht hingehören. Nachdem Klaus die Mädchen vom Tennisclubs beim Spielen beobachtet hat, wird er von den ankommenden Jungen deswegen zusammengeschlagen. Auch die anderen Familienmitglieder sorgen durch zerstechen von Reifen, schlachten von fremden Kaninchen und Verfolgungsjagden für Ärger. Als Krönung löst Frau Flodder mit einem Verkaufswagen auf der Autobahn einen schweren Unfall aus. Der Großvater kommt ums Leben, nachdem Tina ihn allein auf dem Bahnübergang gelassen hat. Und nach einem Anschlag auf das Auto der Familie erpressen sie von ihrem Nachbarn mit einigen Sexfotos einen Citroën BX Sport. Johnnie hat einen Autounfall mit Yolanda, der Frau eines Obersts der niederländischen Streitkräfte. Beide beschließen die Sache bei Yolanda zu Hause zu klären und kommen sich dabei näher. Dies wird von ihrem heimkehrenden Mann bemerkt und führt zu einer Auseinandersetzung, in dessen Verlauf sie beschließt, zu den Flodders zu ziehen.
Schon nach ein paar Tagen macht Johnnie ihr einen Heiratsantrag. Bei einem Treffen der Bürgerinitiative gegen die Flodders tauchen die beiden auf, verkünden ihre geplante Verlobung und laden alle zu einer Party ein. Die erwachsenen Kinder der Nachbarn, beschließen trotz bestehender Differenzen die Party zu besuchen, da sie sich die Feier nicht entgehen lassen wollen und nötigen sozusagen moralisch ihre Eltern auch an der Party teilzunehmen. Hier taucht Werner mit dem Stadtrat auf, welcher verkündet, dass er eine schöne Wohnung für die Flodders gefunden habe. Doch Ma Flodder teilt Werner und dem entsetzten Stadtrat mit, dass sie das Haus gekauft hat. Sie hatte beim aufräumen in der Modelleisenbahn des toten Großvaters 825.000 Gulden gefunden. Während die Familie feiert, nährt sich der Ex-Mann von Yolanda, der in seiner Kaserne einen Panzer entwendet hat, dem Flodder-Haus und zerstört es mit Schüssen aus seiner Bordkanone. Alle Partygäste können das Haus rechtzeitig verlassen, nur Werner wird unter den Trümmern begraben.
Werner erhält später im Krankenhaus eingegipst eine Postkarte der Flodders mit dem Foto der Familie. Als er liest, dass sie jetzt im Ferienhaus seiner Eltern leben, zerknüllt er wütend die Postkarte.

## Drehorte
- Karte mit allen Koordinaten:
- OSM |
- WikiMap

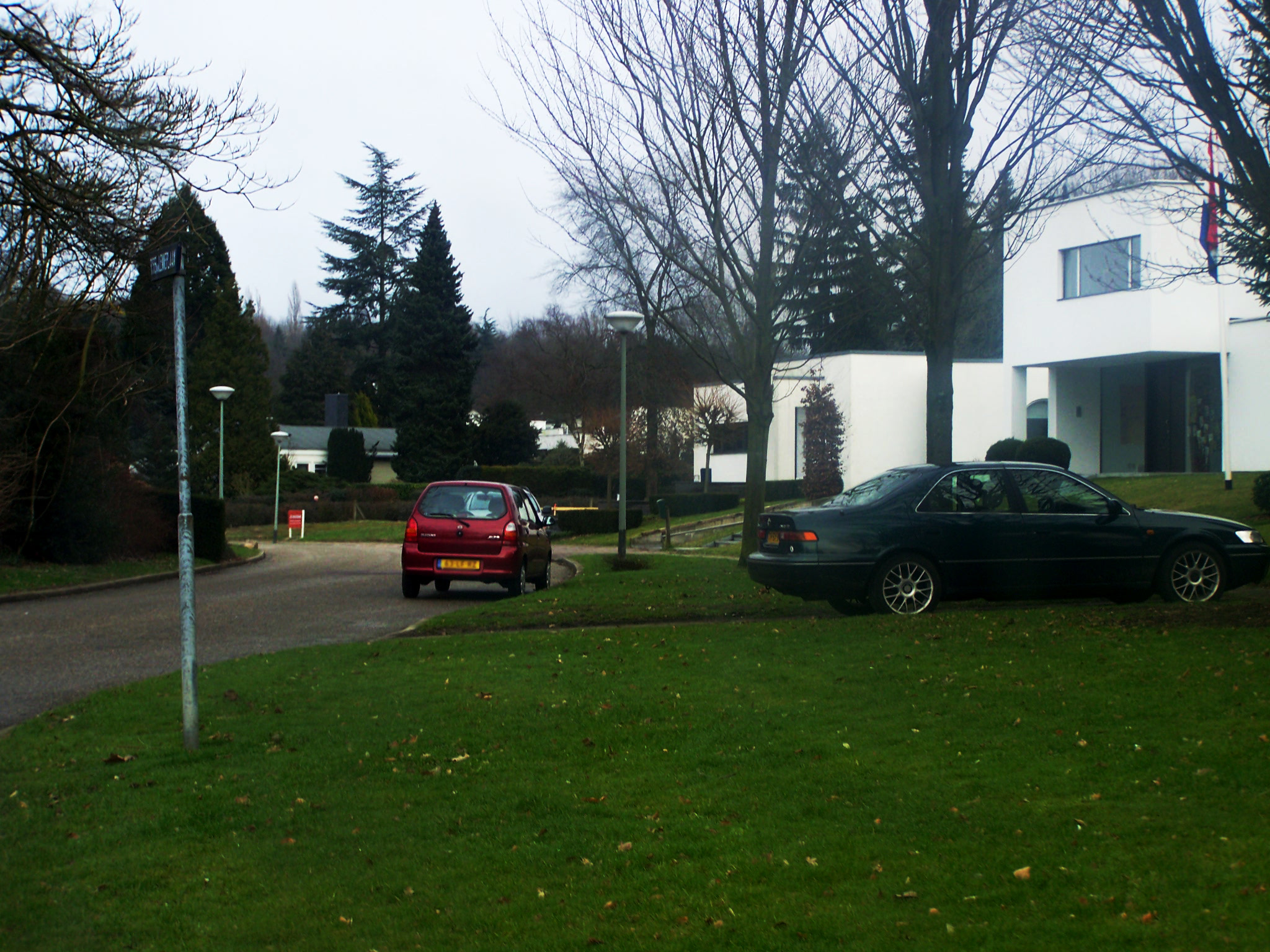
Ross van Lenneplaan in Sittard, dort stand für die Dreharbeiten das Ortsschild „Zonnedael“. Das Südende der Straße ist überwiegend neu bebaut, so dass nur der Straßenverlauf an den Drehort erinnert.

Im Jahr 2016 veröffentlichten zwei Fans eine Flodder Film Location Tour auf YouTube mit einem Vorwort von Dick Maas und Dave Schram.
Die Indoor-Szenen und der Netelweg waren Studioaufnahmen in und auf dem Studiogelände im Bolderweg 22 von Almere (▼), darüber wurde der Ortsteil Kollenberg von Sittard für die Aufnahmen genutzt. Die Hausfassaden auf dem Studiogelände ähneln Häusern im Toon Hermanssingel, Kapeller Weg und der Ross van Lenneplaan auf dem Kollenberg.
Die im Film verseuchte Gegend, aus der die Flodders wegziehen, ist die Finstraat und die Saint-Maartenstraat (▼) im Brüsseler Stadtteil Sint-Jans-Molenbeek. Die Stadtautobahn ist die belgische N3 in Brüssel (▼). Der Umzug nach Sonnental führt durch die Ross van Lenneplaan auf dem Kollenberg in Sittard. Dort grüßt Johnnie „Hallo Nachbar“ (▼). Die spätere Szene, in der Klaus die Tennisspielerinnen anspricht, ist nur wenige Meter weiter.

### Die Verfolgungsjagd

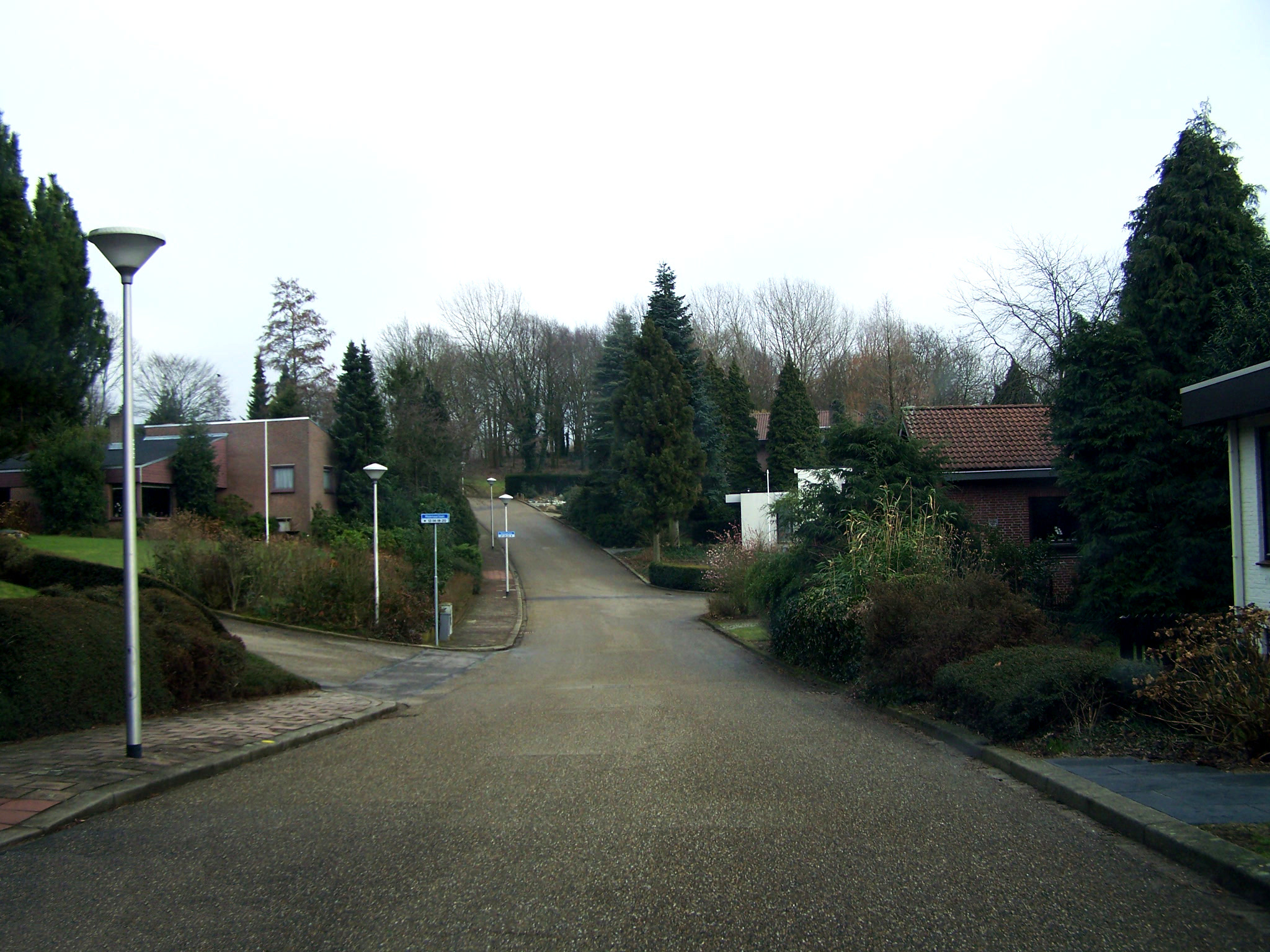
Molenaarlaan in Sittard

Der Peugeot, der den beiden Autos ausweicht, fährt in die Blumenrabatte und gegen die Mülleimer in der Ross van Lenneplaan (▼). Die Fahrt in die Sackgasse, auf deren Wendeplatte die Laterne umgefahren wird, ist die Molenaarlaan (▼, ▼). Johnnie drängt mit dem Chevrolet den Jaguar der Tennisspieler im Nordteil der Charles Beltjenslaan von der Fahrbahn ab (▼). Der Swimmingpool, in den der Jaguar XJS fährt, steht dort nicht.

### Tina unterwegs mit Opa im Rollstuhl
Opa wird die Dienstmütze von den Nachbarskindern auf Fahrrädern abgenommen, worauf Tina den Fahrradreifen zersticht. Dieselbe Stelle der Charles Beltjenslaan kommt im Anfang des Vorspanns der ersten Staffel vor, als der Chevrolet durch Sonnental fährt (▼). Der Rollstuhl kommt am steilen Hang der Reubsaetlaan in Fahrt (▼). Opa überquert die Bemelstraat und fällt in den Teich des Parc de Woluwe im Vorort Sint-Pieters-Woluwe von Brüssel (▼).
Am Nordende des Kapeller Wegs trennt sich Opa von Tina und dem Hund Whisky, um der Eisenbahn zuzusehen (▼). Opa kommt am Bahnübergang um, als der Reifen des Rollstuhls in der Rinne für den Spurkranz stecken bleibt, gedreht im Delkesweg von Schin Op Geul (▼) an der damals noch im Regelbetrieb befahrenen Bahnstrecke Aachen–Maastricht.

### Der Streit im Verkaufswagen von Van Putten…

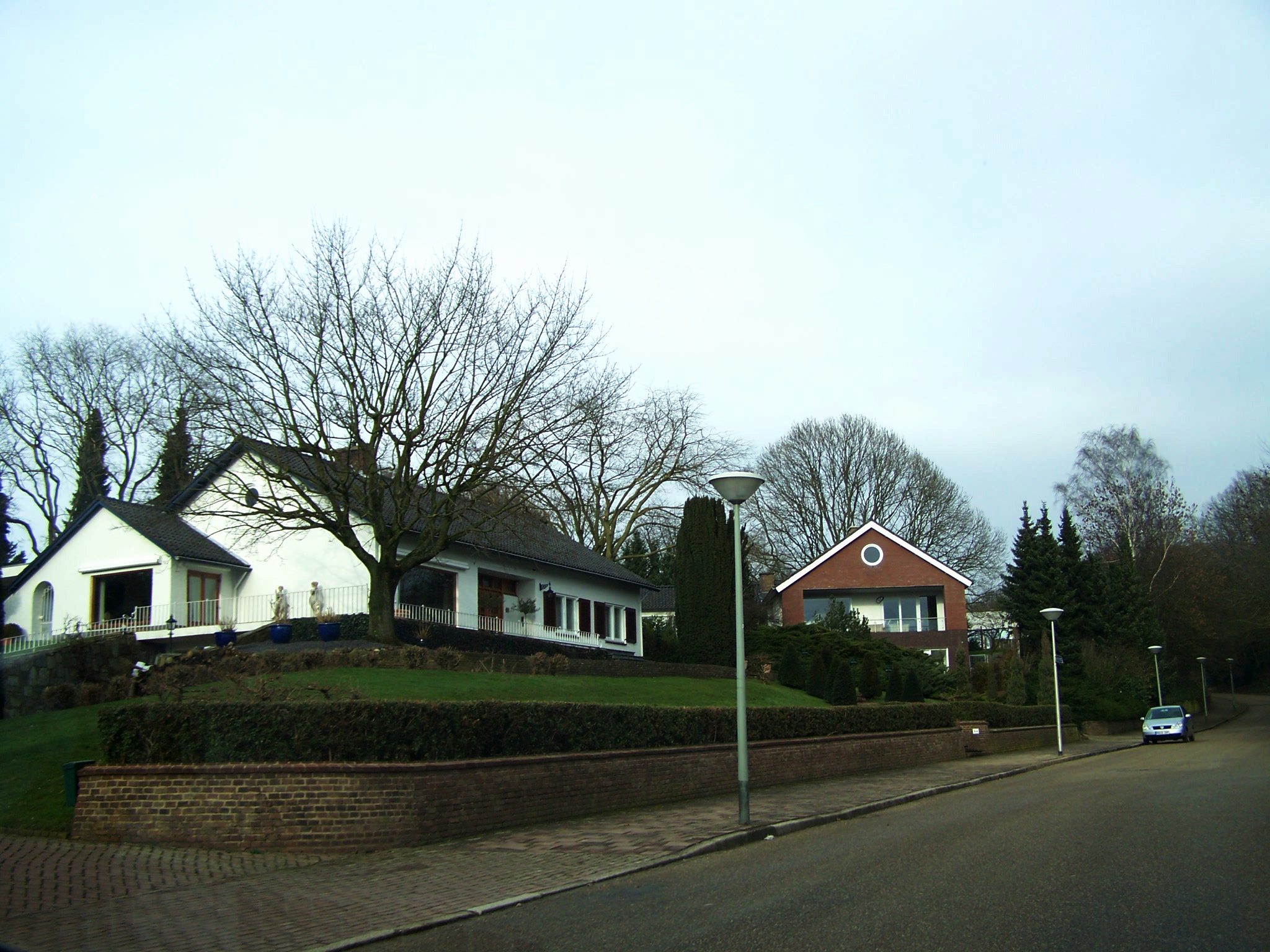
Haus des Kommandanten, genannt „Vlagbij“
(Kapeller Weg in Sittard)

…beginnt auf dem Studiogelände. Der Abhang, an dem der SRV-Wagen in Fahrt kommt, ist das Südostende der Reubsaetlaan auf dem Kollenberg. Die Szene zeigt Ma Flodder, wie sie die Nachbarinnen mit einer Baguette prügelt (▼). Die Hecktür des SRV-Wagens springt auf bei der Fahrt über den Drempel in der Ross van Lenneplaan (▼). An der Ecke zur Pothastlaan nimmt der im Film außer Kontrolle geratene SRV-Wagen zwei PKWs die Vorfahrt. An derselben Straßenecke verliert der Chevrolet in der Verfolgungsjagd die Radkappe, die umgehend im Mülleimer landet und Tina, bevor sie Steffanies Lieblingskaninchen entwendet (▼). Der SRV-Wagen fährt als unkontrollierter Falschfahrer an der Autobahnanschlussstelle Ramegnis-Chin bei Templeuve auf die belgische Autobahn 17 (▼, ▼).

### Johnnie und Yolanda

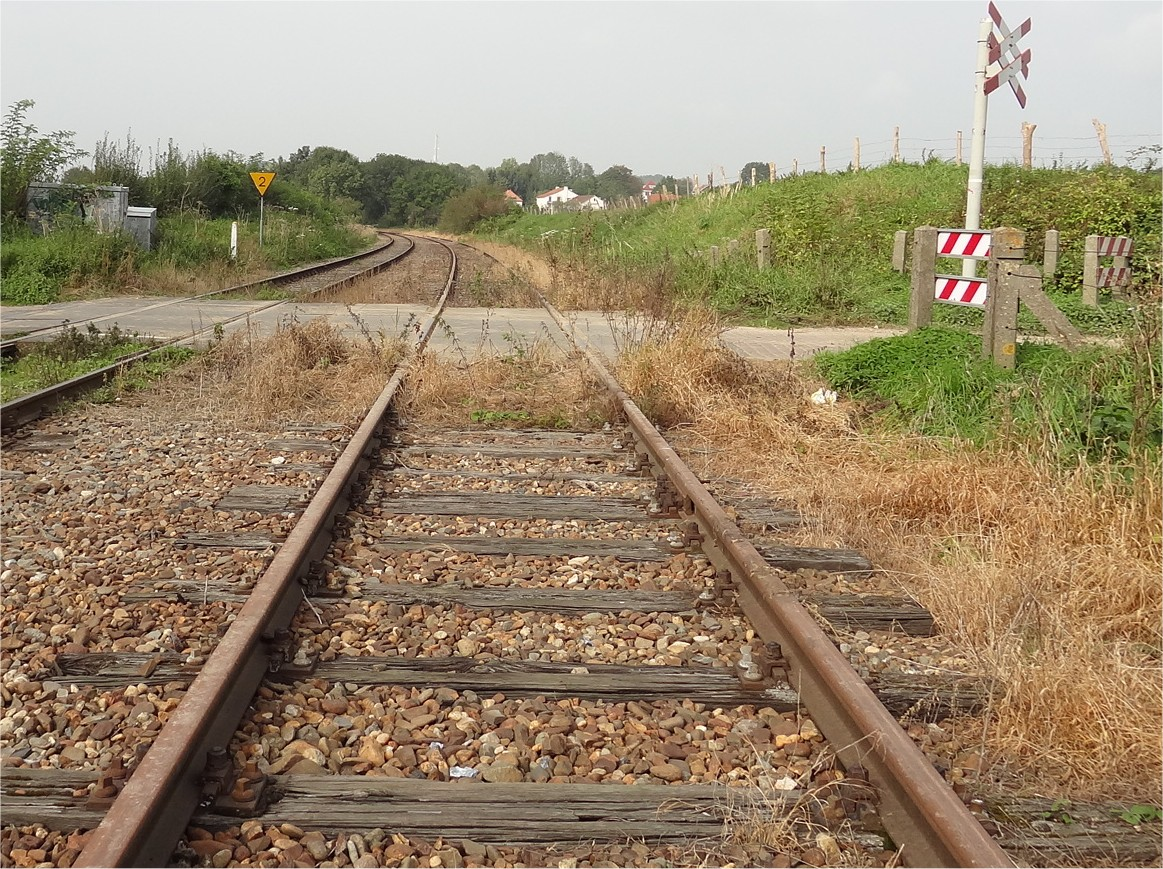
Bahnübergang Delkesweg bei Schoonbron zwischen Wijlre und Schin op Geul

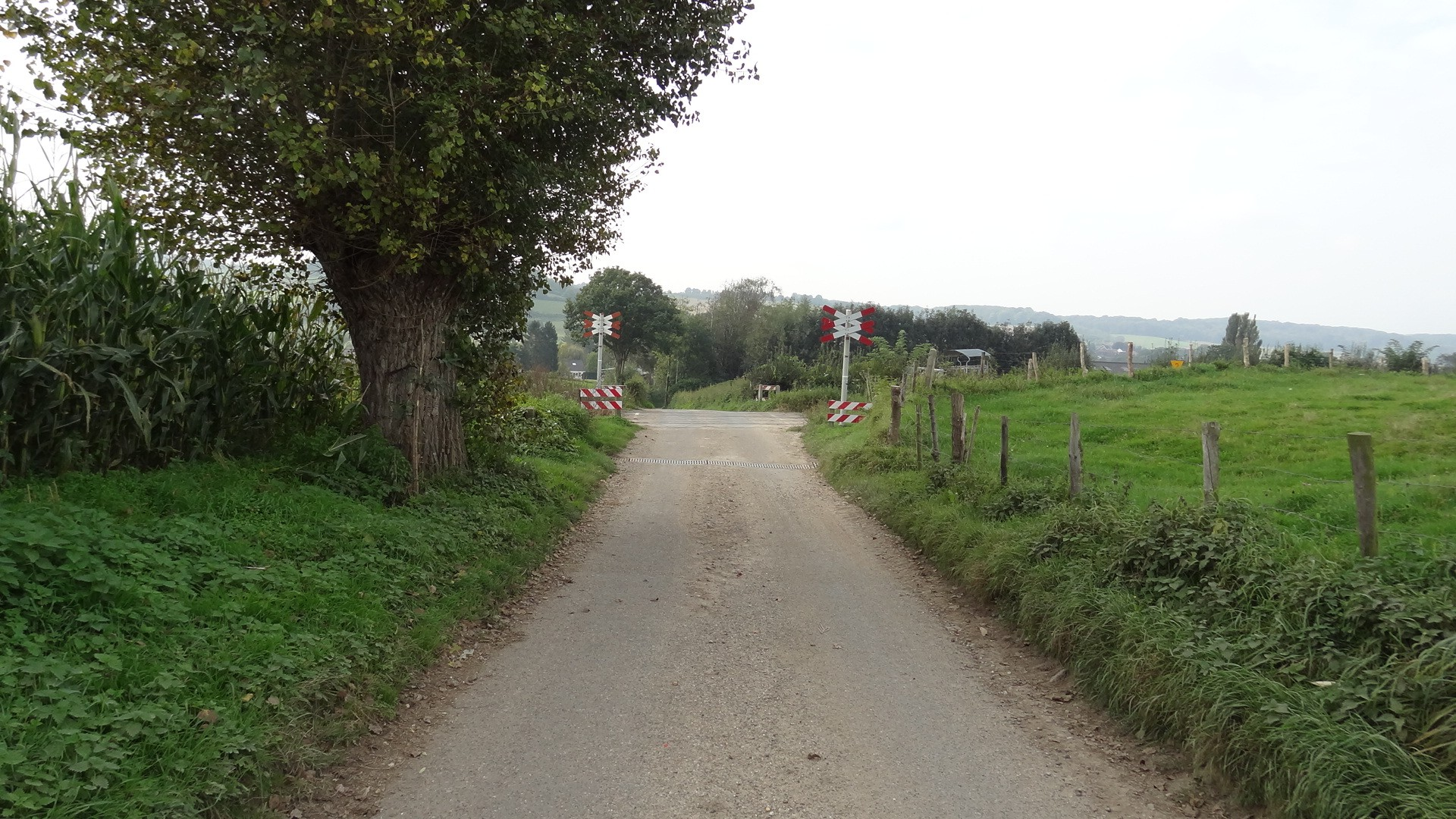
Bahnübergang Delkesweg bei Schoonbron zwischen Wijlre und Schin op Geul

Haus des Kommandanten, genannt „Vlakbij“ ist der Kapeller Weg auf dem Kollenberg (▼). Etwas nördlicher und zuvor im Film lernt Johnnie Yolanda kennen, als der Chevrolet von ihr abgedrängt gegen Mülleimer fährt und Klaus die Polaroid-Kamera entwendet (▼). Yolanda spricht mit der Aupair als sie zur Verlobungsfeier einladen möchte. An derselben Stelle der Ross van Lenneplaan fällt in der Folge „Klaus auf Abwegen“ der ersten Staffel Klaus aus dem Chevrolet, als er eine ihm zugeworfene Bierdose fangen möchte. Wenige Meter weiter wurde die Polizeikontrolle gedreht als der Polizist die Radioantenne des Chevrolet abknickt und die versteckte Bierdose im Handschuhfach über den Fahrzeugpapieren ausläuft. Dort landete beim Umzug nach Sonnental Ma Flodders aus dem Fenster des LKWs geworfener Zigarrenstummel in der Bowle der Nachbarn (▼).
Das Autohaus des Nachbarn Nettelbaum (Neuteboom) ist in der Stadionplein 26 von Amsterdam.
(▼).

## Trivia
- Die ungeschnittene Fassung des Films war auf VHS noch ab 18 Jahren freigegeben. Mittlerweile wurde sie auf FSK 16 heruntergestuft. Ab und an (zumeist bei der nächtlichen Wiederholung) wird, je nach Sender, die „Ab-18“-Fassung gesendet.
- Opa Flodder kommt im Film zwar ums Leben, ist im dritten Teil und in der Serie jedoch wieder dabei.
- In diesem Film besitzt Johnnie einen Cadillac, während er in der ersten Staffel der Serie einen Chevrolet Impala fährt. Für die späteren Filme und Folgen verwendete man einen Chevrolet Caprice Classic aus dem Jahr 1977. Für die Dreharbeiten wurden beide der plattformgleichen Fahrzeuge benutzt[10].
- Der Sozialarbeiter „Werner“ heißt im Original Jacques van Kooten, kurz „Sjakie“. Johnnie begrüßt ihn „Hey Werner, alter Wichser!“ – im Original „Hey Sjakie, oude rukker“. Johnnies jüngster Bruder Holger (Orig. Henkie) übernimmt diese Anrede.
- Bei der Synchronisation sind leichte Abweichungen erkennbar, so zum Beispiel, als die Polizei den zerstörten Rollstuhl des Opas vorfährt und Ma Flodder zu Tochter Toet (Tina in der deutschen Fassung) sagt: „Toet, doe maar een bord minder.“ also, „Tina, deckst du einen Teller weniger“. Als deutsche Synchronisation: „Tina, du kannst seinen Teller wieder abräumen.“
- Das Wohnviertel Zonnedael, in dem die Flodders wohnen, hat in den deutschen Fassungen zwei verschiedene Namen: In den Spielfilmen heißt die Siedlung Sonnental, in den Serien-Episoden ist von Sonnenschein die Rede.

## Deutsche Fassung

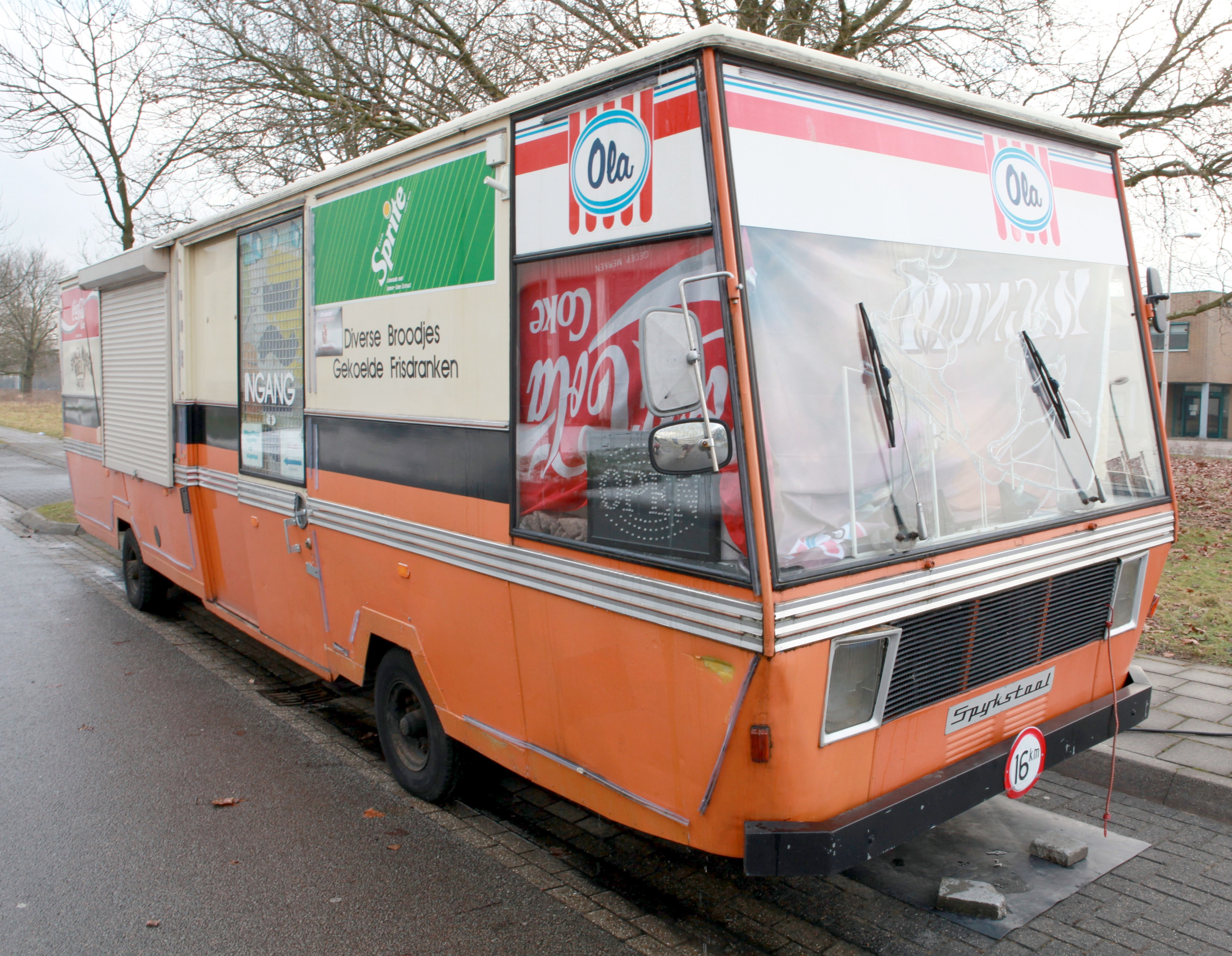
Ein Spijkstaal SRV-Wagen

| Rolle             | Darsteller               | Synchronsprecher |
| ----------------- | ------------------------ | ---------------- |
| Ma Flodder        | Nelly Frijda             | Evelyn Meyka     |
| Johnny Flodder    | Huub Stapel              | Ronald Nitschke  |
| Kees Flodder      | Tatjana Šimić            | Melanie Pukaß    |
| Klaus Flodder     | René van 't Hof          | Stefan Krause    |
| Holgie Flodder    | Horace Cohen             | Simon Jäger      |
| Wim Kressmann     | Herbert Flack            | Helmut Gauß      |
| Yolanda Kressmann | Apollonia van Ravenstein | Heike Schroetter |

## Kritik
„Der Film kokettiert mit Tabuverletzungen, anarchischer Unordnung und zynischen Gags, ohne daraus mehr als bloße Lacheffekte abzuleiten; nur stellenweise amüsant, im Ganzen ärgerlich.“

## Preise/Nominierungen
- 1987: Gouden Kalf (Beste Regie) für Dick Maas

## Veröffentlichungen
Flodder – Eine Familie zum Knutschen erlebte seine niederländische Premiere am 17. Dezember 1986. In der Bundesrepublik Deutschland erschien der Film am 2. Juli 1987 in den Kinos. Im September 1988 wurde er auf Video veröffentlicht sowie am 30. November 1999 auf DVD.

## Fortsetzungen
Dem Film folgten zwei Fortsetzungen sowie eine Fernsehserie:
- Flodder – Eine Familie zum Knutschen in Manhattan (1992, Orig.-T.: Flodder in Amerika!)
- Flodder Forever (1995, Orig.-T.: Flodder 3)
- Flodder, Fernsehserie (1993–1999)